# Веленін
Веленін (пол. Wielenin) — село в Польщі, у гміні Унеюв Поддембицького повіту Лодзинського воєводства.
Населення — 241 особа (2011).
У 1975—1998 роках село належало до Конінського воєводства.

## Демографія
Демографічна структура станом на 31 березня 2011 року:
|          | Загалом | Допрацездатний вік | Працездатний вік | Постпрацездатний вік |
| -------- | ------- | ------------------ | ---------------- | -------------------- |
| Чоловіки | 122     | 19                 | 89               | 14                   |
| Жінки    | 119     | 22                 | 62               | 35                   |
| Разом    | 241     | 41                 | 151              | 49                   |